# Andre Norton
Andre Alice Norton (n. 17 februarie 1912, Cleveland, Ohio  – d. 17 martie 2005) a fost o autoare americană de literatură științifico-fantastică și fantasy, care a publicat sub pseudonimele Andre Norton, Andrew North și Allen Weston. Norton a publicat primul său roman în 1934 (The Prince Commands) și a fost prima femeie care a primit Gandalf Grand Master Award din partea World Science Fiction Society în 1977 și care a câștigat Premiul Damon Knight din partea SFWA în 1983.

## Opere

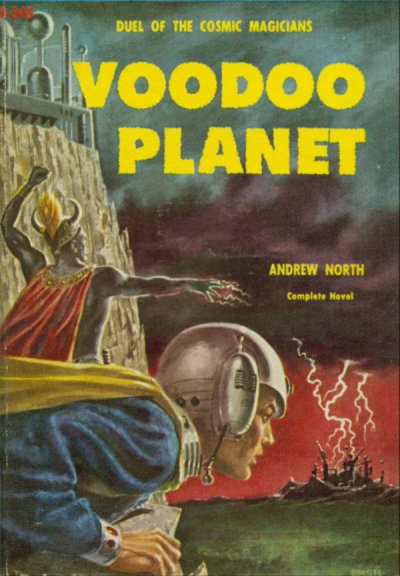

### Serii de romane
- Seria Witch World
  - Witch World (1963)
  - Web of the Witch World (1964)
  - Three Against the Witch World (1965)
  - Warlock of the Witch World (1967)
  - Sorceress of the Witch World (1968)
  - The Gates to Witch World (2001)
  - The Crystal Gryphon (1972)
  - Spell of the Witch World (1972)
  - Year of the Unicorn, 1965)
  - The Jargoon Pard (1974)
  - Gryphon in Glory (1981)
  - Gryphon's Eyrie (1984) cu Ann Carol Crispin
  - Trey of Swords (1977)
  - Zarsthor's Bane (1978)
  - Lore of the Witch World (1980)
  - Horn Crown (1981)
  -  ’Ware Hawk (1983)
  - The Gate of the Cat (1987)
  - Songsmith (1992) cu A. C. Crispin
  - Storms of Victory (1991) cu Pauline Griffin
  - Flight of Vengence (1992) cu P. M. Griffin și Mary Schaub
  - On Wings of Magic (1993) cu Patricia Matthews și Sasha Miller

- Seria Astra
  - The Stars Are Ours! (1954)
  - Star Born (1957)

- Seria Blake Walker
  - Quest Crosstime (publicat sub denumirea Crosstime Agent, 1965)
  - The Crossroads of Time (1956)

- Seria Central Control
  - Star Rangers (publicat sub denumirea The Last Planet, 1953)
  - Star Guard (1955)

- Seria Le cycle du Trillium
  - Black Trillium (1990) cu Julian May și Marion Zimmer Bradley
  - Golden Trillium (1993) cu Marion Zimmer Bradley

### Romane
- Ralestone Luck (1938)
- Daybreak - 2250 A.D. (1954)
- Star Man's Son (1952)
- Sargasso of space (1955) publicate sub pseudonimul Andrew North
- Plague ship (1956) publicate sub pseudonimul Andrew North
- Sea Siege (1957)
- Star Gate (1958)
- Secret of the Lost Race (1959)
- The Sioux Spaceman (1960)
- Star Hunter (1961)
- Eye of the Monster (1962)
- Huon of the Horn (1963)
- Night of Masks (1964)
- The X Factor (1965)
- Operation Time Search (1967)
- Dark Piper (1968)
- Ice Crown (1970)
- Dread Companion (1970)
- Here Abide Monsters (1973)
- Garan the Eternal (1973)
- Iron cage, 1974)
- Merlin's mirror (1975)
- Yurth burden (1978), în Galaxie-bis nr. 71, 1981
- Quag Keep (1978)
- Three Hands for Scorpio (2005)

### Antologii
- Space Service (1953)
- Space Pioneers (1954)
- Space Police (1956)
- Gates to Tomorrow (1973) cu Ernestine Donaldy
- Wizard Fantastic (2004) cu Martin Greenberg